# 에드가 드가
에드가 드가(프랑스어: Edgar Degas 에드가르 드가[*], 프랑스어 발음: [ɛdɡɑʁ dəɡɑ], 1834년 7월 19일~1917년 9월 27일)는 프랑스의 화가, 조각가이다

## 개요
드가는 인상주의의 창시자 중 한 사람으로 평가받고 있지만 그는 사실주의자라고 불리기를 선호했으며 많은 인상주의 화가들이 그랬던 것처럼 야외에서 그림을 그리지 않았다. 드가는 뛰어난 데생 화가였으며 특히 무용수들의 무대나 목욕하는 여성의 누드화에서 볼 수 있듯이 움직임을 묘사하는 데 능숙했다. 드가는 발레 무용수들이나 목욕하는 여성들 외에도 경주마와 기수들, 초상화도 그렸다. 그의 초상화는 인간의 복잡한 심리와 외로움을 잘 묘사한 것으로 유명하다. 활동 초기에 드가는 역사화가가 되기를 원했고, 미술학교에서의 엄격한 훈련과 면밀한 연구를 통해 역사화를 그리기 위한 준비를 한다. 그러나 그는 30대 초반에 진로를 바꿔 역사화가의 전통적인 기법을 당대의 주제에 적용시키면서 근대생활의 고전적인 화가가 되었다.

## 생애
드가는 프랑스의 수도 파리의 부유한 가정에서 태어났다. 파리에서 태어난 그는 주로 발레 무용수와 경주마를 작품 소재로 삼았다. 인상주의로 분류되기는 하지만 그의 작품들 중에는 고전주의와 사실주의 색채를 띠고 낭만주의의 영향을 받은 것들도 있다. 루이 르 그랑 중등학교를 졸업하고, 파리 대학 법학부에 들어갔으나 학업을 포기하고, 1855년에 장 오귀스트 도미니크 앵그르의 제자인 루이 라모트의 소개로 국립미술학교에 입학했다. 루브르 박물관을 드나들면서 거장들의 그림을 익혔다. 1856년부터 1년 간은 이탈리아를 여행하며, 르네상스의 거장, 특히 기를란다요, 만테냐의 작품을 배우고, 또 니콜라 푸생과 한스 홀바인의 그림도 배웠다. 1865년에 살롱에 《오르레앙 시의 불행》을 출품하고, 프로이센-프랑스 전쟁 후, 인상파 전람회에 참가하였으나 뒤에는 독자적인 길을 걸었다. 1870년대 전반기에는 그는 자신이 선호하는 두 가지 주제에 초점을 맞추기 시작했다. 오페라 극장(특히 발레리나)과 롱샴 경마장의 경주가 그것이다. 1872년에는 어머니의 고향인 미국 루이지애나주의 뉴올리언스로 떠나 미국의 역동성을 목격했다. 1873년 파리로 돌아와 인상주의 화가들과 본격적인 교류를 시작했다. 말년에는 지병인 눈병이 악화되어 시력을 거의 잃는 바람에 주로 조각에 몰두했다. 또한 그는 어린 시절 모친의 외도와 불륜을 지켜본 상처가 큰 탓에 여성을 혐오하게 되었고, 이는 그가 평생 독신으로 지내게 만든 결정적 원인이 되고 만다. 초기에는 가만히 서 있는 사람만을 그렸으나 후기 그림은 일상 생활을 하는 그림을 그렸다.

## 화풍
초기의 화풍은 고전적으로 《보나의 초상》, 《꽃을 든 여인》, 《이오 부인》 등의 초상화에서 출발했으나, 차츰 무용, 극장 등의 근대적 민중 생활의 묘사를 시작했다. 움직이는 것의 순간적인 아름다움을 포착하여 그리는 독자적인 수법을 썼다. 특히, 보는 각도를 바꾸어 가면서 정확한 데생과 풍부한 색감을 표현하였다. 무희를 모델로 한 작품이 많아 '무용의 화가'로 불린다. 주요 작품으로 《발레 수업》, 《국화 옆의 여인》 등이 있다.

## 주요 작품

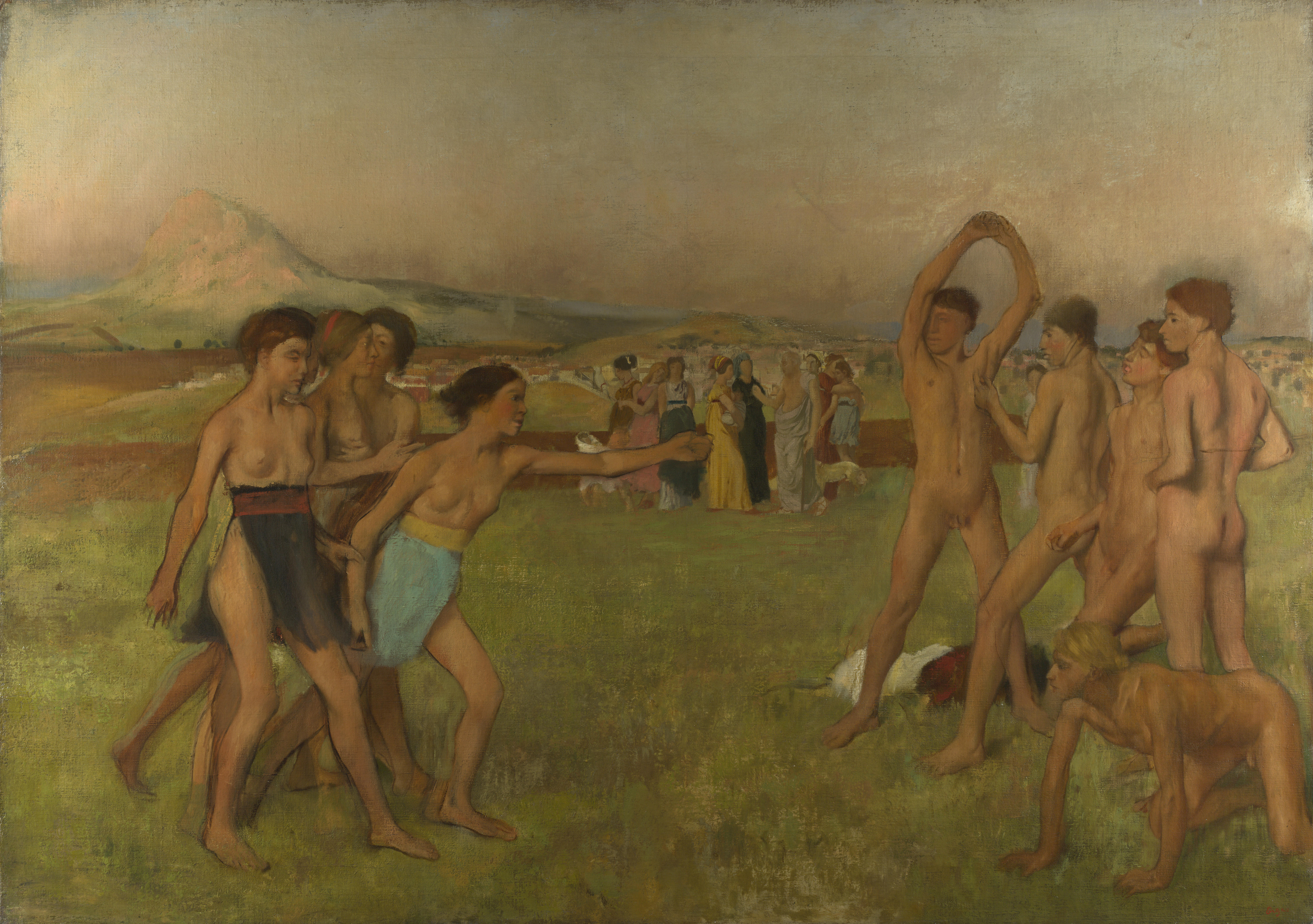
《운동하는 젊은 스파르타인들》, 1860년, 내셔널 갤러리
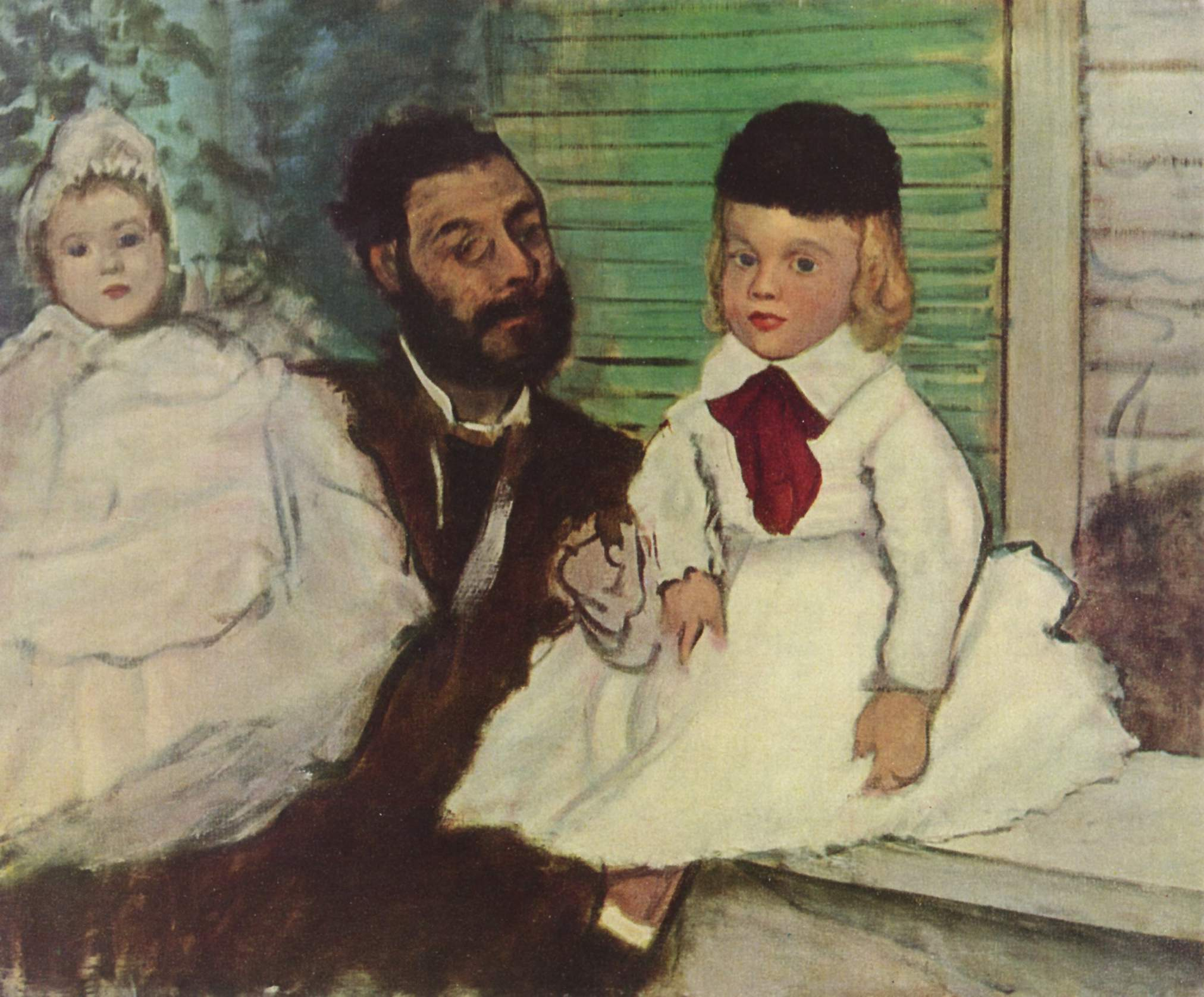
《레피크 백작과 그의 딸들의 초상》, 1870년
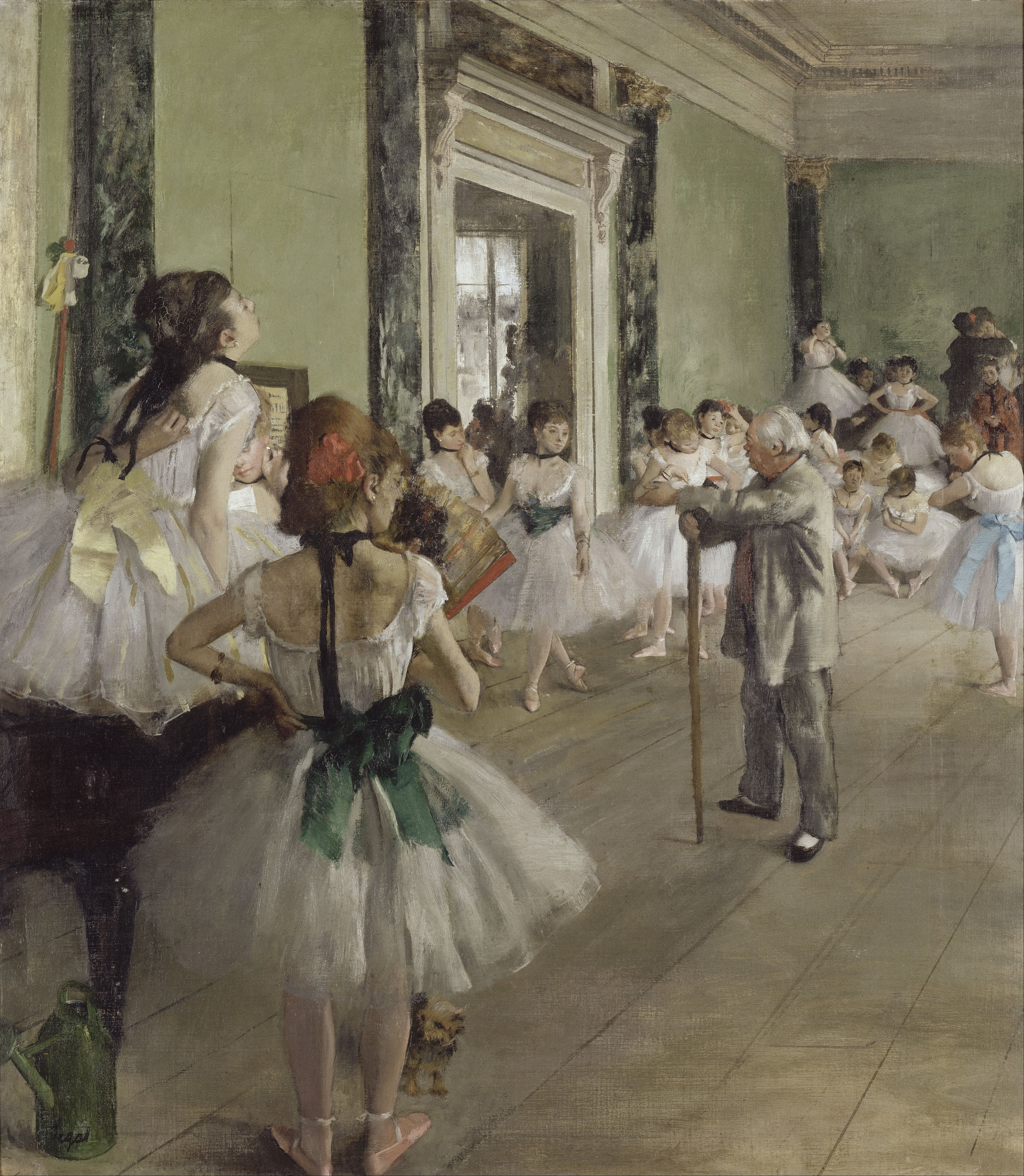
《발레 수업》, 1873년~1876년, 오르세 미술관
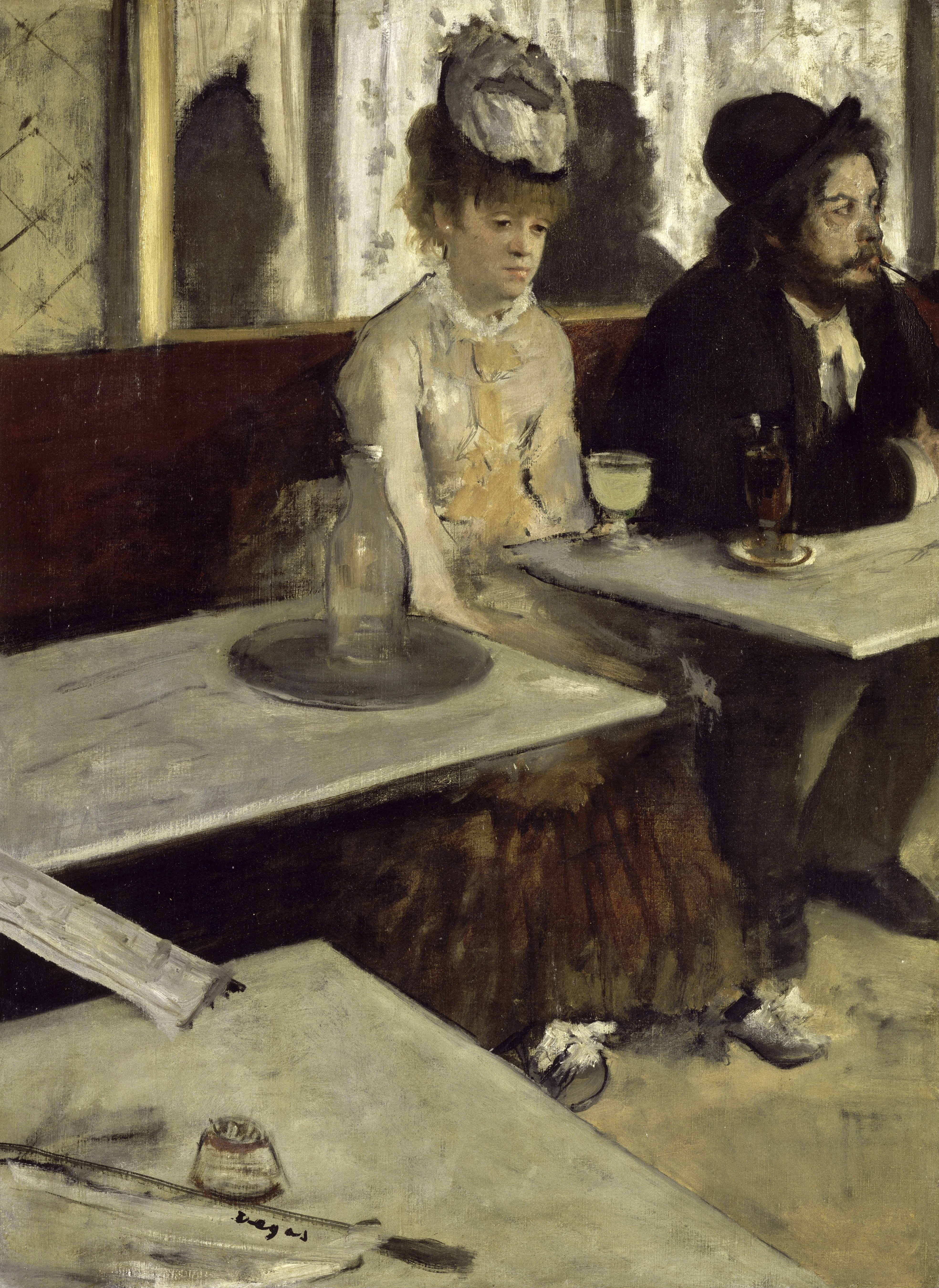
《압생트》, 1875년~1876년, 오르세 미술관
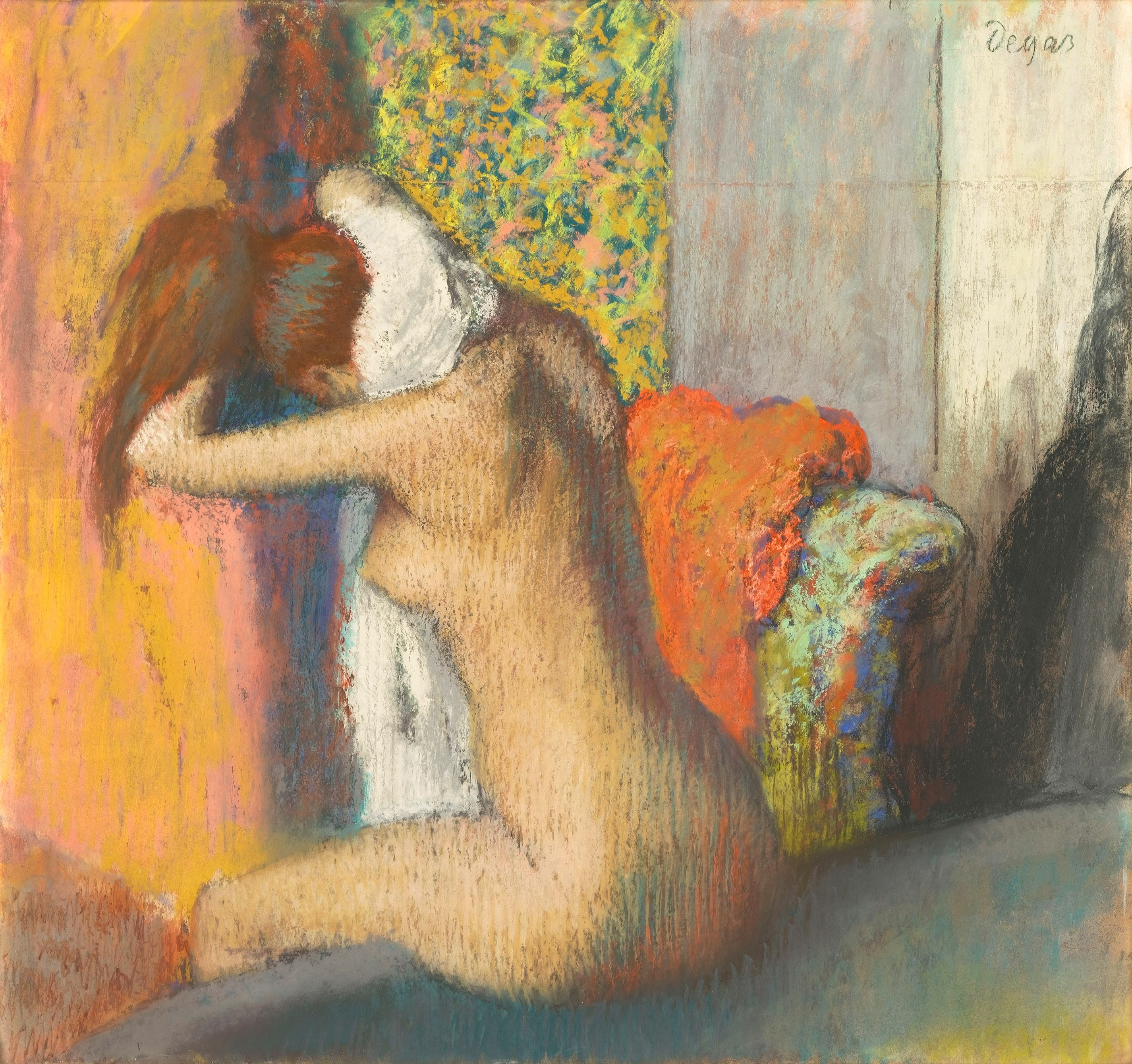
《목욕 후 목덜미를 닦는 여인》, 1898년, 오르세 미술관